# Язичництво в сучасній Росії
Язичництво в Росії ХХІ століття являє собою вельми рідкісну ситуацію, оскільки воно представлено як давніми віруваннями, збереженими до наших днів віруваннями малих народів (чукчі, коряки, ненці, частина якутів, марійців, осетинів та багатьох інших), так і відродженим неоязичництвом переважно рідновір'ям. Визначити загальну кількість язичників і обчислити їх частку від загального населення країни дуже складно, оскільки значна частина населення Росії дотримується атеїзму, для більшої частини сільського населення характерно двовірство. Язичництво в нинішній Росії сповідує за різними даними від півтора до п'яти відсотків населення, крім цього, частина населення дотримується релігійного синкретизму.

## Традиційне язичництво

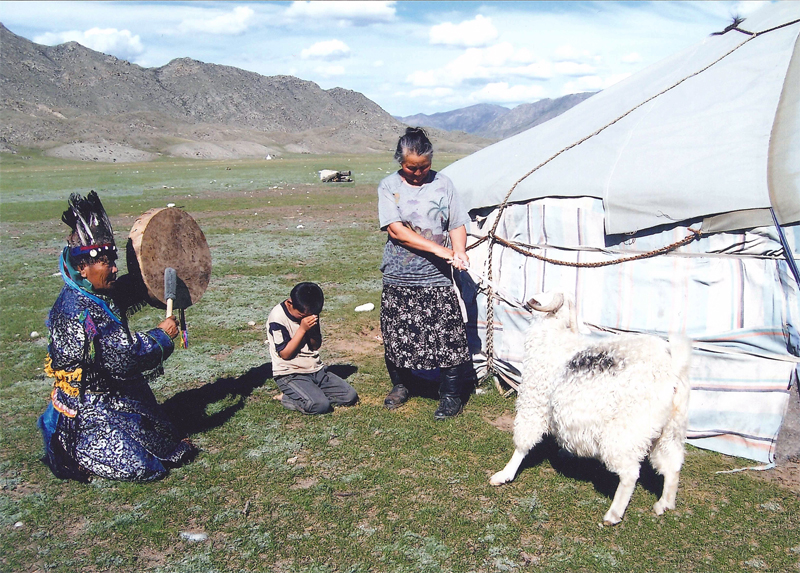
Шаман Ташоол Бууєвич Кунга здійснює обряд жертвопринесення

Язичництво традиційно сповідують чукчі, коряки, ненці, нивхи, евенки, а також значна частина якутів, марійців (Марійська релігія), осетинів та багатьох інших. В останні століття їх вірування випробували деякий вплив християнства чи ісламу. Можна сказати, що більшість представників сільського населення, особливо ті, хто живе далеко від економічних центрів сповідують двовірство або є «напівязичниками», оскільки продовжує проводити древні обряди й під святими нової віри (православ'я, ісламу чи буддизму) має на увазі древніх Богів. Найбільший відсоток повноцінних язичників проживає у Північній Осетії (29 відсотків населення), Карачаєво-Черкесії (13 відсотків), а також у інших національних регіонах.

## Неоязичництво

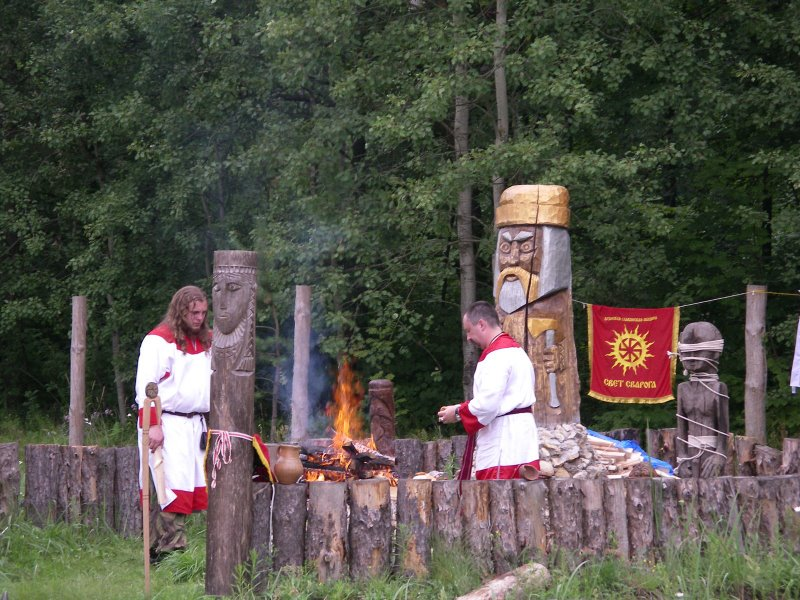
Капище неоязичників в м.Калуга, Росія.

Представники неоязичництва проживають переважно в містах і серед них багато слов'ян. Найбільшого поширення набуло Рідновір'я, яке ділиться на безлічі різних течій. Засновником неоязичництва у Росії був Олексій Олександрович Добровольський (волхв Доброслав). Одночасно помітна традиція відродження язичництва серед раніше хрещених народів (чувашів, частини марійців та інших). У відмінності від традиційного язичництва, рідновір'я часто має негативну популярність, оскільки його сповідує значна частина неонацистів і російських націоналістів, а також тому, що існує багато сект (інглінги та ін). Проте варто зауважити, що більша частина націоналістів є атеїстами або сповідує православ'я, а до більшості неоязичницьких сект вкрай негативно ставляться самі рідновіри.